# Aston Villa FC in het seizoen 2014/15
Dit artikel beschrijft de prestaties van voetbalclub Aston Villa FC in het seizoen 2014/2015. Dit seizoen werd de club zeventiende in de Premier League. Op 11 februari 2015 ontsloeg de club zijn Schotse trainer Paul Lambert na tien wedstrijden zonder zege. Dat zouden er uiteindelijk twaalf worden, met nog twee nederlagen onder Lamberts opvolger Tim Sherwood. Op 30 mei 2015 verloor de club de finale van de FA Cup van Arsenal met zware 4–0 cijfers. De Belgische spits Christian Benteke was in de competitie enorm belangrijk voor de club. Benteke was vaak matchwinnaar, zoals in de thuiswedstrijd tegen West Bromwich Albion op 3 maart 2015. Benteke maakte de 'winning goal' vanop de penaltystip en dat in de absolute slotseconden. Op 7 april 2015 scoorde hij een hattrick in de thuiswedstrijd tegen QPR, wat al zijn tweede hattrick in de Premier League was. Daardoor schonk Benteke zijn club nog een punt. Villa telde met 38 punten uiteindelijk 3 punten meer dan de achttiende in de stand oftewel de eerste degradant, Hull City. De club begon daarmee aan zijn 24ste seizoen op rij in de Premier League. Echter zou dat seizoen Villa dan toch eens fataal worden.

## Spelerskern
Spelers wier rugnummer is doorstreept verlieten de club tijdens het seizoen;
| Rugnummer     | Naam                   | Nationaliteit    | Geboortedatum | Bij de club sinds | Vorige club                                 |
| ------------- | ---------------------- | ---------------- | ------------- | ----------------- | ------------------------------------------- |
| Keepers       |                        |                  |               |                   |                                             |
| 1             | Brad Guzan             | Verenigde Staten | 09-09-1984    | 2008              | Chivas USA                                  |
| 13            | Jed Steer              | Engeland         | 23-09-1992    | 2013              | Norwich City                                |
| 31            | Shay Given             | Ierland          | 20-04-1976    | 2011              | Manchester City / Middlesbrough (huur)      |
| Verdedigers   |                        |                  |               |                   |                                             |
| 2             | Nathan Baker           | Engeland         | 23-04-1991    | 2009              | eigen jeugd                                 |
| 3             | Joe Bennett            | Engeland         | 28-03-1990    | 2012              | Middlesbrough                               |
| 4             | Ron Vlaar              | Nederland        | 16-02-1985    | 2012              | Feyenoord                                   |
| 5             | Jores Okore            | Denemarken       | 11-08-1992    | 2013              | FC Nordsjælland                             |
| 6             | Ciaran Clark           | Ierland          | 26-09-1989    | 2009              | eigen jeugd                                 |
| 14            | Antonio Luna           | Spanje           | 17-03-1991    | 2013              | Sevilla                                     |
| 14            | Philippe Senderos      | Zwitserland      | 14-02-1985    | 2014              | Arsenal                                     |
| 21            | Alan Hutton            | Schotland        | 30-11-1984    | 2011              | Tottenham Hotspur / Bolton Wanderers (huur) |
| 23            | Aly Cissokho           | Frankrijk        | 15-09-1987    | 2014              | Valencia CF                                 |
| 32            | Janoi Donacien         | Saint Lucia      | 03-11-1993    | 2013              | eigen jeugd                                 |
| 34            | Matthew Lowton         | Engeland         | 09-06-1989    | 2012              | Sheffield United                            |
| 35            | Enda Stevens           | Ierland          | 09-07-1990    | 2012              | Shamrock Rovers / Doncaster Rovers (huur)   |
| Middenvelders |                        |                  |               |                   |                                             |
| 7             | Leandro Bacuna         | Curaçao          | 21-08-1991    | 2013              | Groningen                                   |
| 8             | Tom Cleverley          | Engeland         | 12-08-1989    | gehuurd           | gehuurd van Manchester United               |
| 9             | Scott Sinclair         | Engeland         | 25-03-1989    | 2015              | Manchester City / Manchester City (huur)    |
| 12            | Joe Cole               | Engeland         | 08-11-1981    | 2014              | West Ham United                             |
| 15            | Ashley Westwood        | Engeland         | 01-04-1990    | 2012              | Crewe Alexandra                             |
| 16            | Fabian Delph           | Engeland         | 21-11-1989    | 2009              | Leeds United                                |
| 17            | Chris Herd             | Australië        | 04-04-1988    | 2010              | eigen jeugd                                 |
| 18            | Yacouba Sylla          | Mali             | 29-11-1990    | 2013              | Clermont Foot                               |
| 18            | Kieran Richardson      | Engeland         | 21-10-1984    | 2014              | Fulham                                      |
| 22            | Gary Gardner           | Engeland         | 29-06-1992    | 2011              | eigen jeugd                                 |
| 24            | Aleksandar Tonev       | Bulgarije        | 03-02-1990    | 2013              | Lech Poznań                                 |
| 24            | Carlos Sánchez         | Colombia         | 06-02-1986    | 2014              | Elche CF                                    |
| 25            | Carles Gil             | Spanje           | 22-11-1992    | 2015              | Valencia CF                                 |
| 28            | Charles N'Zogbia       | Frankrijk        | 01-06-1983    | 2011              | Wigan Athletic                              |
| 36            | Daniel Johnson         | Jamaica          | 08-10-1992    | 2010              | eigen jeugd                                 |
| 40            | Jack Grealish          | Engeland         | 10-09-1995    | 2012              | eigen jeugd                                 |
| Aanvallers    |                        |                  |               |                   |                                             |
| 9             | Nicklas Helenius       | Denemarken       | 08-05-1991    | 2013              | Aalborg BK                                  |
| 10            | Andreas Weimann        | Oostenrijk       | 05-08-1991    | 2010              | eigen jeugd                                 |
| 11            | Gabriel Agbonlahor 2   | Engeland         | 13-10-1986    | 2005              | eigen jeugd                                 |
| 19            | Darren Bent            | Engeland         | 06-02-1984    | 2011              | Sunderland / Fulham (huur)                  |
| 20            | Christian Benteke      | België           | 03-12-1990    | 2012              | KRC Genk                                    |
| 27            | Libor Kozák            | Tsjechië         | 30-05-1989    | 2013              | Lazio                                       |
| 29            | Rushian Hepburn-Murphy | Engeland         | 19-09-1998    | 2014              | eigen jeugd                                 |
| 37            | Callum Robinson        | Engeland         | 02-02-1995    | 2013              | eigen jeugd                                 |
| 38            | Graham Burke           | Ierland          | 21-09-1993    | 2011              | eigen jeugd                                 |

- = Aanvoerder

| 1. 2. 3. 4. 5. 6. 7. 8. 9. 10. 11. 12. 13. |

### Manager
|         |                           |               |                        |
|         |                           |               |                        |
| Functie | Naam                      | Nationaliteit | Opmerking              |
| Coach   | Paul Lambert (foto boven) | Schotland     | tot 11 februari 2015   |
| Coach   | Tim Sherwood (foto onder) | Engeland      | vanaf 14 februari 2015 |

## Resultaten
Een overzicht van de competities waaraan Aston Villa in het seizoen 2014-2015 deelnam.
| Premier League | FA Cup   | League Cup   |
| -------------- | -------- | ------------ |
|                |          |              |
| 17e            | Finalist | Tweede ronde |

## Uitrustingen
Shirtsponsor: Dafabet (kansspelbedrijf uit de Filipijnen) 

Sportmerk: Macron
| Thuis |

| Uit |

## Premier League

### Wedstrijden
| №  | Datum      | Wedstrijd                          | Uitslag | Doelpunten                            | P  |
| -- | ---------- | ---------------------------------- | ------- | ------------------------------------- | -- |
| 1  | 16.08.2014 | Stoke City – Aston Villa           | 0–1     | 50' Weimann                           | 3  |
| 2  | 23.08.2014 | Aston Villa – Newcastle United     | 0–0     |                                       | 4  |
| 3  | 31.09.2014 | Aston Villa – Hull City            | 2–1     | 14' Agbonlahor, 36' Weimann           | 7  |
| 4  | 13.09.2014 | Liverpool – Aston Villa            | 0–1     | 9' Agbonlahor                         | 10 |
| 5  | 20.09.2014 | Aston Villa – Arsenal              | 0–3     |                                       | 10 |
| 6  | 27.09.2014 | Chelsea – Aston Villa              | 3–0     |                                       | 10 |
| 7  | 04.10.2014 | Aston Villa – Manchester City      | 0–2     |                                       | 10 |
| 8  | 18.10.2014 | Everton – Aston Villa              | 3–0     |                                       | 10 |
| 9  | 27.10.2014 | Queens Park Rangers – Aston Villa  | 2–0     |                                       | 10 |
| 10 | 02.11.2014 | Aston Villa – Tottenham Hotspur    | 1–2     | 16' Weimann                           | 10 |
| 11 | 08.11.2014 | West Ham United – Aston Villa      | 0–0     |                                       | 11 |
| 12 | 24.11.2014 | Aston Villa – Southampton          | 1–1     | 29' Agbonlahor                        | 12 |
| 13 | 29.11.2014 | Burnley – Aston Villa              | 1–1     | 38' Cole                              | 13 |
| 14 | 02.12.2014 | Crystal Palace – Aston Villa       | 0–1     | 32' Benteke                           | 16 |
| 15 | 07.12.2014 | Aston Villa – Leicester City       | 2–1     | 17' Clark, 71' Hutton                 | 19 |
| 16 | 13.12.2014 | West Bromwich Albion – Aston Villa | 1–0     |                                       | 19 |
| 17 | 20.12.2014 | Aston Villa – Manchester United    | 1–1     | 18' Benteke                           | 20 |
| 18 | 26.12.2014 | Swansea City – Aston Villa         | 1–0     |                                       | 20 |
| 19 | 28.12.2014 | Aston Villa – Sunderland           | 0–0     |                                       | 21 |
| 20 | 01.01.2015 | Aston Villa – Crystal Palace       | 0–0     |                                       | 22 |
| 21 | 10.01.2015 | Leicester City – Aston Villa       | 1–0     |                                       | 22 |
| 22 | 17.01.2015 | Aston Villa – Liverpool            | 0–2     |                                       | 22 |
| 23 | 01.02.2015 | Arsenal – Aston Villa              | 5–0     |                                       | 22 |
| 24 | 07.02.2015 | Aston Villa – Chelsea              | 1–2     | 48' Okore                             | 22 |
| 25 | 10.02.2015 | Hull City – Aston Villa            | 2–0     |                                       | 22 |
| 26 | 21.02.2015 | Aston Villa – Stoke City           | 1–2     | 20' Sinclair                          | 22 |
| 27 | 28.02.2015 | Newcastle United – Aston Villa     | 1–0     |                                       | 22 |
| 28 | 03.03.2015 | Aston Villa – West Bromwich Albion | 2–1     | 22' Agbonlahor, 90+4' (pen.) Benteke  | 25 |
| 29 | 14.03.2015 | Sunderland – Aston Villa           | 0–4     | 16', 44' Benteke, 18', 37' Agbonlahor | 28 |
| 30 | 21.03.2015 | Aston Villa – Swansea City         | 0–1     |                                       | 28 |
| 31 | 04.04.2015 | Manchester United – Aston Villa    | 3–1     | 80' Benteke                           | 28 |
| 32 | 07.04.2015 | Aston Villa – Queens Park Rangers  | 3–3     | 10', 33', 83' Benteke                 | 29 |
| 33 | 11.04.2015 | Tottenham Hotspur – Aston Villa    | 0–1     | 35' Benteke                           | 32 |
| 34 | 25.04.2015 | Manchester City – Aston Villa      | 3–2     | 68' Cleverley, 85' Sánchez            | 32 |
| 35 | 02.05.2015 | Aston Villa – Everton              | 3–2     | 10', 45' Benteke, 64' Cleverley       | 35 |
| 36 | 09.05.2015 | Aston Villa – West Ham United      | 1–0     | 31' Cleverley                         | 38 |
| 37 | 16.05.2015 | Southampton – Aston Villa          | 6–1     | 45+3' Benteke                         | 38 |
| 38 | 24.05.2015 | Aston Villa – Burnley              | 0–1     |                                       | 38 |

|  |  |

### Eindstand
| Pos | Club                 | Gs | W  | G  | V  | Pnt | Dv | Dt | Ds  |
| --- | -------------------- | -- | -- | -- | -- | --- | -- | -- | --- |
| 1   | Chelsea              | 38 | 26 | 9  | 3  | 87  | 73 | 32 | +41 |
| 2   | Manchester City      | 38 | 24 | 7  | 7  | 79  | 83 | 38 | +45 |
| 3   | Arsenal              | 38 | 22 | 9  | 7  | 75  | 71 | 36 | +35 |
| 4   | Manchester United    | 38 | 20 | 10 | 8  | 70  | 62 | 37 | +25 |
| 5   | Tottenham Hotspur    | 38 | 19 | 7  | 12 | 64  | 58 | 53 | +5  |
| 6   | Liverpool            | 38 | 18 | 8  | 12 | 62  | 52 | 48 | +4  |
| 7   | Southampton          | 38 | 18 | 6  | 14 | 60  | 54 | 33 | +21 |
| 8   | Swansea City         | 38 | 16 | 8  | 14 | 56  | 46 | 49 | −3  |
| 9   | Stoke City           | 38 | 15 | 9  | 14 | 54  | 48 | 45 | +3  |
| 10  | Crystal Palace       | 38 | 13 | 9  | 16 | 48  | 47 | 51 | −4  |
| 11  | Everton              | 38 | 12 | 11 | 15 | 47  | 48 | 50 | −2  |
| 12  | West Ham United      | 38 | 12 | 11 | 15 | 47  | 44 | 47 | −3  |
| 13  | West Bromwich Albion | 38 | 11 | 11 | 16 | 44  | 38 | 51 | −13 |
| 14  | Leicester City       | 38 | 11 | 8  | 19 | 41  | 46 | 55 | −9  |
| 15  | Newcastle United     | 38 | 10 | 9  | 19 | 39  | 40 | 63 | −23 |
| 16  | Sunderland           | 38 | 7  | 17 | 14 | 38  | 31 | 53 | −22 |
| 17  | Aston Villa          | 38 | 10 | 8  | 20 | 38  | 31 | 57 | −26 |
| 18  | Hull City            | 38 | 8  | 11 | 19 | 35  | 33 | 51 | −18 |
| 19  | Burnley              | 38 | 7  | 12 | 19 | 33  | 28 | 53 | −25 |
| 20  | Queens Park Rangers  | 38 | 8  | 6  | 24 | 30  | 42 | 73 | −31 |

### Legenda
| Kleur | Kwalificatie voor Europa League                                        |
| ----- | ---------------------------------------------------------------------- |
|       | Groepsfase Champions League                                            |
|       | Play-off ronde voor niet-kampioenen Champions League                   |
|       | Groepsfase Europa League                                               |
|       | Groepsfase Europa League                                               |
|       | 3e voorronde Europa League 1                                           |
|       | Via het Fair Play klassement geplaatst voor 1e voorronde Europa League |
|       | Degradatie naar de Championship                                        |

### Statistieken
Bijgaand een overzicht van de spelers van Aston Villa, die in het seizoen 2014/15 onder leiding van trainer Paul Lambert en zijn opvolger Tim Sherwood speeltijd kregen in de Premier League.
| Naam                   | Duels | Goal | Kreeg geel | Kreeg voor de tweede keer geel en dus rood | Weggestuurd |
| ---------------------- | ----- | ---- | ---------- | ------------------------------------------ | ----------- |
| Brad Guzan             | 34    | 0    | 2          | 0                                          | 0           |
| Gabriel Agbonlahor     | 34    | 6    | 7          | 0                                          | 0           |
| Andreas Weimann        | 31    | 3    | 5          | 0                                          | 0           |
| Tom Cleverley          | 31    | 0    | 6          | 0                                          | 0           |
| Alan Hutton            | 30    | 1    | 8          | 0                                          | 0           |
| Christian Benteke      | 29    | 13   | 1          | 0                                          | 1           |
| Carlos Sánchez         | 28    | 1    | 6          | 1                                          | 0           |
| Fabian Delph           | 28    | 0    | 1          | 0                                          | 1           |
| Ashley Westwood        | 27    | 0    | 4          | 0                                          | 0           |
| Charles N'Zogbia       | 27    | 0    | 3          | 0                                          | 0           |
| Ciaran Clark           | 25    | 1    | 8          | 0                                          | 1           |
| Aly Cissokho           | 25    | 0    | 1          | 0                                          | 0           |
| Jores Okore            | 23    | 1    | 6          | 0                                          | 0           |
| Kieran Richardson      | 22    | 0    | 2          | 1                                          | 0           |
| Ron Vlaar              | 20    | 0    | 3          | 1                                          | 0           |
| Leandro Bacuna         | 19    | 0    | 1          | 0                                          | 0           |
| Jack Grealish          | 17    | 0    | 0          | 0                                          | 0           |
| Joe Cole               | 12    | 1    | 0          | 0                                          | 0           |
| Matthew Lowton         | 12    | 0    | 2          | 0                                          | 0           |
| Nathan Baker           | 11    | 0    | 0          | 0                                          | 0           |
| Scott Sinclair         | 9     | 1    | 0          | 0                                          | 0           |
| Philippe Senderos      | 8     | 0    | 2          | 0                                          | 0           |
| Darren Bent            | 7     | 0    | 0          | 0                                          | 0           |
| Carles Gil             | 5     | 0    | 1          | 0                                          | 0           |
| Shay Given             | 3     | 0    | 1          | 0                                          | 0           |
| Rushian Hepburn-Murphy | 1     | 0    | 0          | 0                                          | 0           |
| Jed Steer              | 1     | 0    | 0          | 0                                          | 0           |

## FA Cup
|                         |                                                      |       |             |                                                                            |
| 30 mei 2015 18:30 UTC+2 | Arsenal                                              | 4 – 0 | Aston Villa | Wembley Stadium, Londen Toeschouwers: 89.283 Scheidsrechter: Jonathan Moss |
| 30 mei 2015 18:30 UTC+2 | Walcott 40' Sánchez 50' Mertesacker 62' Giroud 90+3' |       |             | Wembley Stadium, Londen Toeschouwers: 89.283 Scheidsrechter: Jonathan Moss |

| Arsenal | Aston Villa |

| Arsenal:       |    |                         |     |
|                |    |                         |     |
| GK             | 1  | Wojciech Szczęsny       |     |
| RB             | 39 | Héctor Bellerín         |     |
| CB             | 4  | Per Mertesacker         |     |
| CB             | 6  | Laurent Koscielny       |     |
| LB             | 18 | Nacho Monreal           |     |
| CM             | 34 | Francis Coquelin        |     |
| CM             | 19 | Santi Cazorla           |     |
| RW             | 16 | Aaron Ramsey            |     |
| AM             | 11 | Mesut Özil              | 77' |
| LW             | 17 | Alexis Sánchez          | 90' |
| CF             | 14 | Theo Walcott            | 77' |
| Wisselspelers: |    |                         |     |
| DF             | 3  | Kieran Gibbs            |     |
| DF             | 5  | Gabriel Paulista        |     |
| MF             | 10 | Jack Wilshere           | 77' |
| FW             | 12 | Olivier Giroud          | 77' |
| GK             | 13 | David Ospina            |     |
| MF             | 15 | Alex Oxlade-Chamberlain | 90' |
| MF             | 20 | Mathieu Flamini         |     |
| Coach:         |    |                         |     |
| Arsène Wenger  |    |                         |     |

| Aston Villa:   |    |                    |         |
|                |    |                    |         |
| GK             | 31 | Shay Given         |         |
| RB             | 21 | Alan Hutton        | 33'     |
| CB             | 5  | Jores Okore        |         |
| CB             | 4  | Ron Vlaar          |         |
| LB             | 18 | Kieran Richardson  | 68'     |
| CM             | 8  | Tom Cleverley      | 15'     |
| DM             | 15 | Ashley Westwood    | 52' 71' |
| CM             | 16 | Fabian Delph       | 37'     |
| RW             | 28 | Charles N'Zogbia   | 52'     |
| CF             | 20 | Christian Benteke  |         |
| LW             | 40 | Jack Grealish      |         |
| Wisselspelers: |    |                    |         |
| GK             | 1  | Brad Guzan         |         |
| DF             | 2  | Nathan Baker       |         |
| MF             | 7  | Leandro Bacuna     | 68'     |
| FW             | 9  | Scott Sinclair     |         |
| FW             | 11 | Gabriel Agbonlahor | 52' 82' |
| MF             | 12 | Joe Cole           |         |
| MF             | 24 | Carlos Sánchez     | 71'     |
| Coach:         |    |                    |         |
| Tim Sherwood   |    |                    |         |